# Oscar Alemán

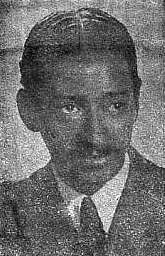
Oscar Alemán

Oscar Marcelo Alemán (* 20. Februar 1909 in Resistencia, Provinz Chaco; † 14. Oktober 1980 in Buenos Aires) war ein argentinischer Jazz-Gitarrist sowie Tänzer, Entertainer und Sänger.

## Leben und Wirken
Oscar Alemán stammt aus der Provinz Chaco in Nordargentinien. Bereits im Alter von sechs Jahren trat er im Folklore-Ensemble seiner Familie, dem Moreria Sextett auf. Zunächst spielte er die Cavaquinho, eine brasilianische Variante der Ukulele, bevor er zur Gitarre wechselte. Im Alter von zehn Jahren war er nach dem Tod der Mutter und dem Freitod des Vaters Vollwaise und schlug sich in den nächsten Jahren als Tänzer und Musiker in den Straßen von Santos durch.
Alemán spielte auf zwei verschiedenen Gitarren - meist auf einer Selmer Macafferi (die auch von Django Reinhardt verwendet wurde), aber auch auf einer Resonanzgitarre. 1924 arbeitete Alemán mit dem brasilianischen Gitarristen Gaston Bueno Lobo zusammen. Im Duo erhielten sie beim argentinischen Ableger von Victor Records einen Plattenvertrag und traten unter dem Namen Los Lobos auf. Gelegentlich wirkte auch der Violinist Eleven Verdure mit; Aufnahmen entstanden dabei als Trio Victor.
Ende der 1920er Jahre trat er mit dem Tänzer Harry Fleming in Spanien auf; Anfang der 1930er zog Alemán unter dem Eindruck des US-amerikanischen Jazz von Eddie Lang und Joe Venuti nach Paris, wo er 1931 von Josephine Baker als Begleitmusiker in ihre Band, The Baker Boys at the Cafe de Paris, geholt wurde. Dies verschaffte ihm die Gelegenheit, mit den bekannten amerikanischen Jazzmusikern aufzutreten, die kamen, um Josephine Baker zu sehen und mit ihrer Band zu spielen.

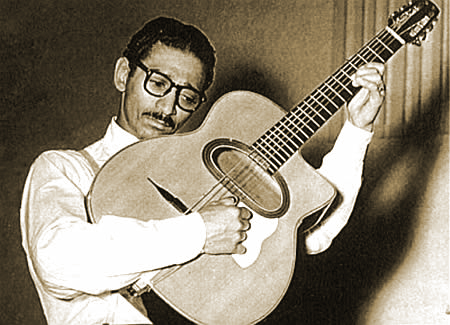
Oscar Alemán

Später gründete Alemán mit Frank „Big Boy“ Goudie ein eigenes neunköpfiges Ensemble, das regelmäßig im Club Le Chantilly spielte, direkt gegenüber dem Ort, in dem Django Reinhardt und sein Partner, der Geiger Stephane Grappelli im Hot Club de France mit ihrem Quintett auftraten. Obwohl die beiden Gitarristen nie zusammen auftraten, wurden Reinhardt und Alemán enge Freunde. In seiner Pariser Zeit spielte er von 1933 bis 1935 im Ensemble Freddy Taylors Swing Men from Harlem. Aufnahmen entstanden Mitte der 1930er Jahre mit Freddy Taylor; ferner mit Bill Coleman, 1938 mit Eddie Brunner und 1939 mit Danny Polo, ferner mit Svend Asmussen, und Alix Combelle. 1938/39 nahm er acht Stücke unter eigenem Namen auf.
Im Jahr 1939 wurde der Jazzkritiker und Produzent Leonard Feather bei einem Paris-Besuch auf Alemán aufmerksam; bei seiner Rückkehr in die Vereinigten Staaten stellte er fest: „Alemán has more swing than any other guitarist on the continent“. Anfang der 1940er Jahre kehrte Alemán nach Buenos Aires zurück und trat mit einem Swing-Quintett auf, mit dem auch Aufnahmen entstanden, außerdem mit einem neunköpfigen Orchester. 1972 nahm er nach langer Pause ein Album auf, das dem 63-jährigen Alemán ein Comeback bescherte; alte Aufnahmen wurden wiederveröffentlicht, es folgten Konzert- und Fernsehauftritte. Er arbeitete als Musikpädagoge und trat bis zu seinem Tod im Jahr 1980 in Buenos Aires auf.
Scott Yanow zählt Alemán zu den großartigsten Jazzgitarristen der 1930er Jahre, der fast wie ein exaktes Double Django Reinhardts geklungen habe.

## Diskographische Hinweise
- Buenos Aires - Paris - 1928-1943 (Frémeaux et Associés)
- Swing Guitar Masterpieces 1938-1957
- Odeon Records, Vol. 1-5 (ed. 2002)
- Grabaciones Recuperadas (ed. 2001)
- Oscar Alemán y  Los cinco caballeros (ed. 2001)

## Lexikalischer Eintrag
- Ian Carr, Digby Fairweather, Brian Priestley: Rough Guide Jazz. Der ultimative Führer zur Jazzmusik. 1700 Künstler und Bands von den Anfängen bis heute. Metzler, Stuttgart/Weimar 1999, ISBN 3-476-01584-X.
- Leonard Feather, Ira Gitler: The Biographical Encyclopedia of Jazz. Oxford University Press, New York NY u. a. 1999, ISBN 0-19-532000-X.